# Ановец
Ановец (словен. Anovec) је насељено место у саставу општине Кршко, која припада Посавској регији у Републици Словенији.

## Географија
Насеље површине 1,7 км², налази се на надморској висини 306,9 метара.

## Историја
До територијалне реорганицације у Словенији, Ановец се налазио у саставу старе општине Кршко.

## Становништво
Приликом пописа становништва 2011. године Ановец је имало 83 становника.
| 1991 | 2002 | 2011 |
| 71   | 67   | 83   |

## Културна баштина
У насељу Ановец регистрована су три непокретна културнао добра Републике Словеније.